# Rudi Ahčan
Rudi Ahčan, slovenski rudarski inženir, * 13. januar 1918, Zagorje ob Savi, † 2. november 2008, Ljubljana.

## Življenje in delo
Diplomiral je 1943 na rudarskem oddelku ljubljanske Tehniške fakultete in 1965 doktoriral iz tehniških znanosti na beograjski univerzi. Strokovno se je izpopolnjeval Nemčiji, Belgiji in Poljski. Leta 1966 je bil izvoljen za izrednega in 1972 za rednega profesorja na Fakulteti za naravoslovje in tehnologijo v Ljubljani. Področje njegovega delovanja je bilo podzemni izkop premoga. V dolgoletni praksi v rudnikih je izdelal 85 projektov, študij in raziskav predvsem za rudnik lignita v Velenju in zasavske ter kitajske premogovnike. Objavil je 71 znanstvenih in strokovnih razprav, od tega 24 v tuji strokovni literaturi. Za dosežke na raziskovalnem področju je 1981 prejel Kidričevo nagrado. Kot izvedenec v skupini Evropske ekonomske komisije je sodeloval pri Organizaciji združenih narodov v Ženevi in bil član drugih evropskih združenj za odkopavanje premoga.